# Calga
Calga es una localidad española del municipio de Anievas, en la comunidad autónoma de Cantabria. Es el centro geográfico de Cantabria en las coordenadas 43º 11' 51,9" N 4°1′45,8" O. Está ubicado a 2 km de la capital municipal, Cotillo, y a 325 m de altitud sobre el nivel del mar. En el año 2024 contaba con una población de 30 habitantes (INE).
En este pueblo se sitúa la ermita barroca de San Roque.
A esta población se accede desde la carretera CA-271 a través de la carretera local CA-707 y carece de líneas de transporte público regular, siendo la parada más cercana la situada en la intersección de las mencionadas carreteras.

## Historia
Hacia mediados del siglo XIX el lugar, ya por entonces perteneciente a Anievas, tenía contabilizada una población de 107 habitantes. Aparece descrito en el quinto volumen del Diccionario geográfico-estadístico-histórico de España y sus posesiones de Ultramar de Pascual Madoz de la siguiente manera:

CALGA: ald. en la prov. y dióc. de Santander (8 1/2 leg.), part. jud. de Torrelavega (4), aud. terr. y c. g. de Burgos, ayunt. de Aniebas; sit. entre montañas pobladas de árboles; su clima bastante sano. Tiene 18 casas, igl. parr. y 2 fuentes de buenas aguas para el consumo del vecindario. Confina N. Bostronizo; E. Barrio Palacio; S. Aniebas, y O. Sta. Agueda; los lim. de su térm. se estienden 1/2 leg. de N. á S. y otra 1/2 de E. á O. El terreno es la mayor parte montuoso. Los caminos locales. prod.: maiz, legumbres y buenos pastos; cria bastante ganado y alguna caza. pobl.: 20 vec., 107 alm. contr. con el ayunt.
(Madoz, 1846, p. 290)